# Rudolf Thienel
Rudolf Thienel (* 2. August 1960 in Wien) ist ein österreichischer Rechtswissenschaftler und seit 1. Jänner 2014 Präsident des österreichischen Verwaltungsgerichtshofs.

## Leben
Thienel studierte ab 1978 Rechtswissenschaften an der Universität Wien, wo er 1982 promoviert wurde. Anschließend war er als Assistent am dortigen Institut für Staats- und Verwaltungsrecht tätig. 1988 wurde er dem Bundeskanzleramt-Verfassungsdienst zugeteilt. Nach der Habilitation im Jahr 1989 erfolgte die Ernennung zum Assistenzprofessor am Institut für Staats- und Verwaltungsrecht der Universität Wien.
Ab 1993 lehrte Thienel als Universitätsprofessor am Institut für Staats- und Verwaltungsrecht der Universität Wien. Von 2003 bis 2007 war er Mitglied des Senats der Universität, von 2005 bis 2007 hatte er die Funktion des Vorstands des Instituts für Staats- und Verwaltungsrecht der Universität inne. Im Studienjahr 1995/96 wirkte er zudem als Gastprofessur an der Universität Linz.
Im Oktober 2007 wurde er – unter gleichzeitiger Beendigung des Dienstverhältnisses zur Universität Wien – zum Vizepräsidenten des Verwaltungsgerichtshofes ernannt. Mit Wirkung vom 1. Jänner 2014 wurde er als Präsident des Verwaltungsgerichtshofs angelobt.
Rudolf Thienel ist Mitglied der ÖVP.

## Sonstige Tätigkeiten
Thienel nahm als Mitglied am Österreich-Konvent teil, war von 2006 bis 2011 Mitglied des Stiftungsrats der Stipendienstiftung der Republik Österreich und ist seit 2011 Mitglied des Staatendokumentationsbeirates. Gemeinsam mit Clemens Jabloner leitete er von 2014 bis 2015 die „Aufgabenreform- und Deregulierungskommission“, die Vorschläge zur Entbürokratisierung erarbeitete.